# Kolihal, Yelbarga
Kolihal là một làng thuộc tehsil Yelbarga, huyện Koppal, bang Karnataka, Ấn Độ.